# Albert Capellani
Albert Capellani (París, 23 d'agost de 1874 − París, 26 de setembre de 1931) va ser un director, actor i guionista de cinema mut francès.

## Filmografia
- 1906: Aladin ou la lampe merveilleuse
- 1907: La légende de Polichinelle
- 1913: Germinal
- 1913: Les Misérables
- 1918: Eye for Eye
- 1921: Quatre-vingt-treize